# Simon Mander
Simon Mander (Christchurch, 31 de enero de 1964) es un deportista neozelandés que compitió en vela en la clase Flying Dutchman. Ganó una medalla de bronce en el Campeonato Mundial de Flying Dutchman de 1994.

## Palmarés internacional
| Campeonato Mundial | Campeonato Mundial   | Campeonato Mundial | Campeonato Mundial |
| Año                | Lugar                | Medalla            | Clase              |
| ------------------ | -------------------- | ------------------ | ------------------ |
| 1994               | Adelaida (Australia) | Medalla de bronce  | Flying Dutchman    |